# Pou de potencial

Un pou genèric d'energia potencial

Un pou de potencial és la regió que envolta un mínim local d'energia potencial. L'energia captada en un pou de potencial no es pot convertir en un altre tipus d'energia (energia cinètica en el cas d'un pou de potencial gravitatori) perquè és capturada en el mínim local d'un pou de potencial. Per tant, un cos pot no procedir al mínim global d'energia potencial, com tendiria a fer-ho naturalment a causa de l'entropia.
L'energia es pot alliberar d'un pou potencial si s'afegeix energia suficient al sistema de manera que es superi el màxim local. En física quàntica, l'energia potencial pot escapar d'un pou potencial sense energia afegida a causa de les característiques probabilístiques de les partícules quàntiques ; en aquests casos es pot imaginar que una partícula travessa les parets d'un pou potencial.

Pou de potencial gravitatori d'una massa M, de massa creixent

El gràfic d'una funció d'energia potencial 2D és una superfície d'energia potencial que es pot imaginar com la superfície de la Terra en un paisatge de turons i valls. Aleshores, un pou potencial seria una vall envoltada per tots els costats amb un terreny més alt, que així es podria omplir d'aigua (per exemple, ser un llac) sense que cap aigua flueixi cap a un altre mínim inferior (per exemple, el nivell del mar).
En el cas de la gravetat, la regió al voltant d'una massa és un pou de potencial gravitatori, tret que la densitat de la massa sigui tan baixa que les forces de marea d'altres masses siguin més grans que la gravetat del propi cos.